# Hehlingen
Hehlingen ist eine Ortschaft und zugleich ein Stadtteil im Südosten der Stadt Wolfsburg.

## Geschichte
Am 9. August 1112 wurde Hehlingen erstmals urkundlich als Hellinge erwähnt. Im Jahre 1302 wurde der Hehlinger Pfarrsprengel selbstständig. In den Jahren 1723 und 1724 fielen Schul- und Kirchenbücher einem großen Brand zum Opfer. Im Jahre 1858 erfolgte die Separation der Feldmark. Im Jahre 1878 wurde die Kyffhäuserkameradschaft gegründet und 1890 der Männergesangverein Hehlingen. Im Jahr 1910 lebten 548 Einwohner in Hehlingen. Im Jahre 1932 wurde Hehlingen aus dem Landkreis Gardelegen, Provinz Sachsen, gelöst und dem Landkreis Gifhorn, Provinz Hannover, zugeordnet. Im Jahre 1969 begann der Bau eines Freibades.
Am 1. Juli 1972 erfolgte gemäß dem Wolfsburg-Gesetz die Eingemeindung des Ortes, der aus dem Landkreis Gifhorn stammt, in die Stadt Wolfsburg.

### Einwohnerentwicklung
| Jahr      | 1840 | 1885 | 1892 | 1925 | 1936 |
| --------- | ---- | ---- | ---- | ---- | ---- |
| Einwohner | 489  | 505  | 508  | 536  | 535  |

## Politik
Politisch wird der Stadtteil durch den Ortsrat Hehlingen  vertreten. Ortsbürgermeisterin ist Ira von Steimker (CDU).

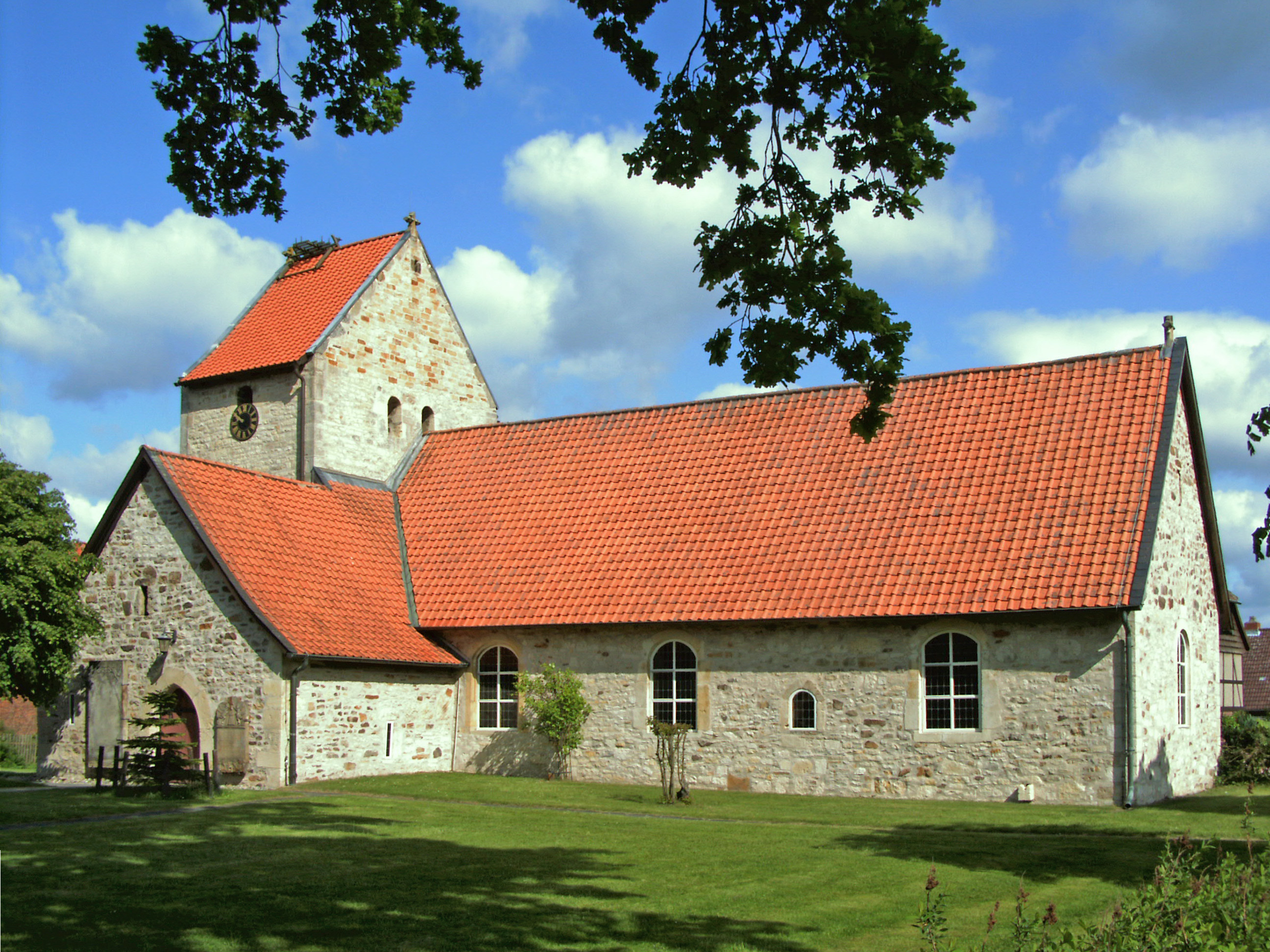
St.-Pankratius-Kirche

## Religion
In Hehlingen befindet sich die zum Kirchenkreis Wolfsburg-Wittingen der Evangelisch-lutherischen Landeskirche Hannovers gehörende Kirchengemeinde St. Pankratius. Die katholischen Einwohner gehören zur Pfarrei St. Michael mit Sitz in Vorsfelde.

## Kultur und Sehenswürdigkeiten

### Bauwerke
- Die St.-Pankratius-Kirche im Katthagen 2 fand im Jahr 1178 erste urkundliche Erwähnung. Ihren heutigen Namen erhielt sie im Jahr 2002.
- Im Katthagen 4 gegenüber der Kirche befindet sich das als Fachwerkbau ausgeführte ehemalige Küsterhaus, das ein Kulturdenkmal ist und heute als Gemeindehaus dient.
- Das Pfarrhaus im Katthagen 7, das nach einem Brand Ende des 19. Jahrhunderts neu errichtet wurde, ist ebenfalls ein Wolfsburger Kulturdenkmal.[8]
- Der frühere reitende Roland soll nach einigen Jahren Standzeit 1419 nach Haldensleben entführt worden sein, wo er noch besteht, Neuaufstellung 1528 und 1928. 2012 wurde zur 900-Jahr-Feier Hehlingens ein 3,50 m großer, aus Bronze gegossener und von dem Künstler Georg Arfmann gestalteter neuer reitender Roland wieder an der dortigen St.-Pankratius-Kirche aufgestellt.
- Auf dem Gelände des 2009[9] geschlossenen Freibades wurde der Wasserpark Hehlingen errichtet. Die am 24. August 2012[10] eröffnete Anlage ist hauptsächlich als Wasserspielplatz für Kinder konzipiert.[11]

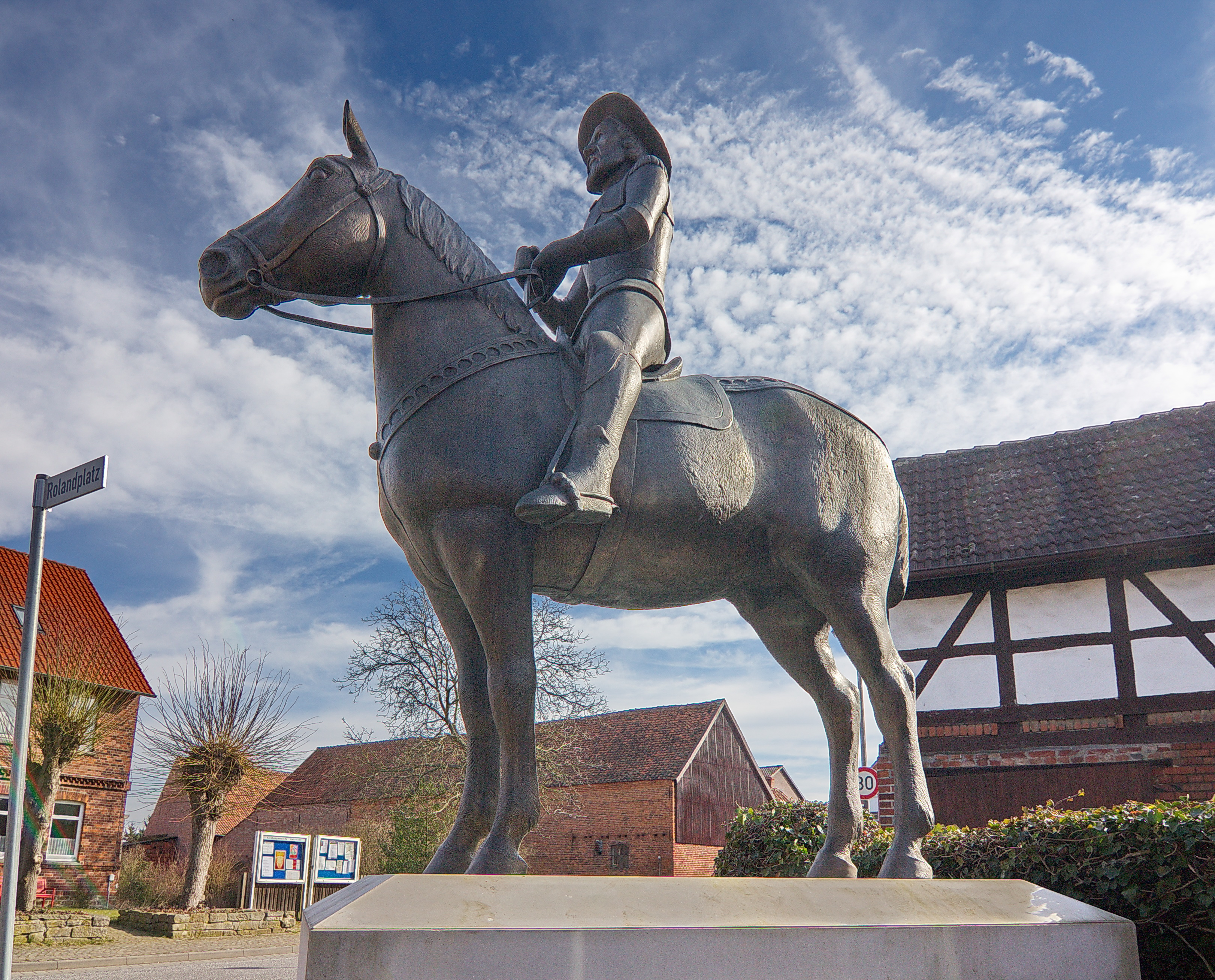
Hehlinger Roland
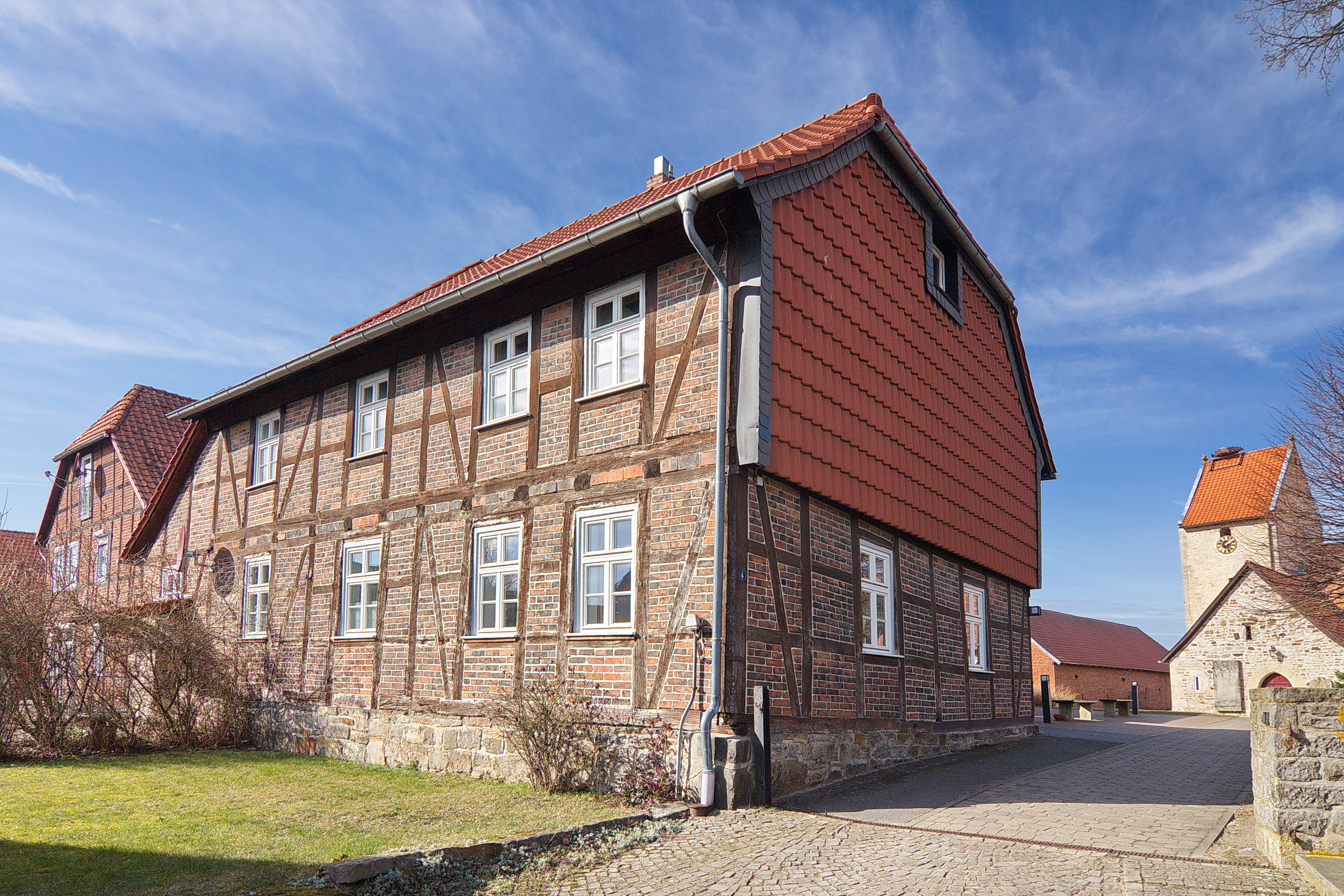
Küsterhaus
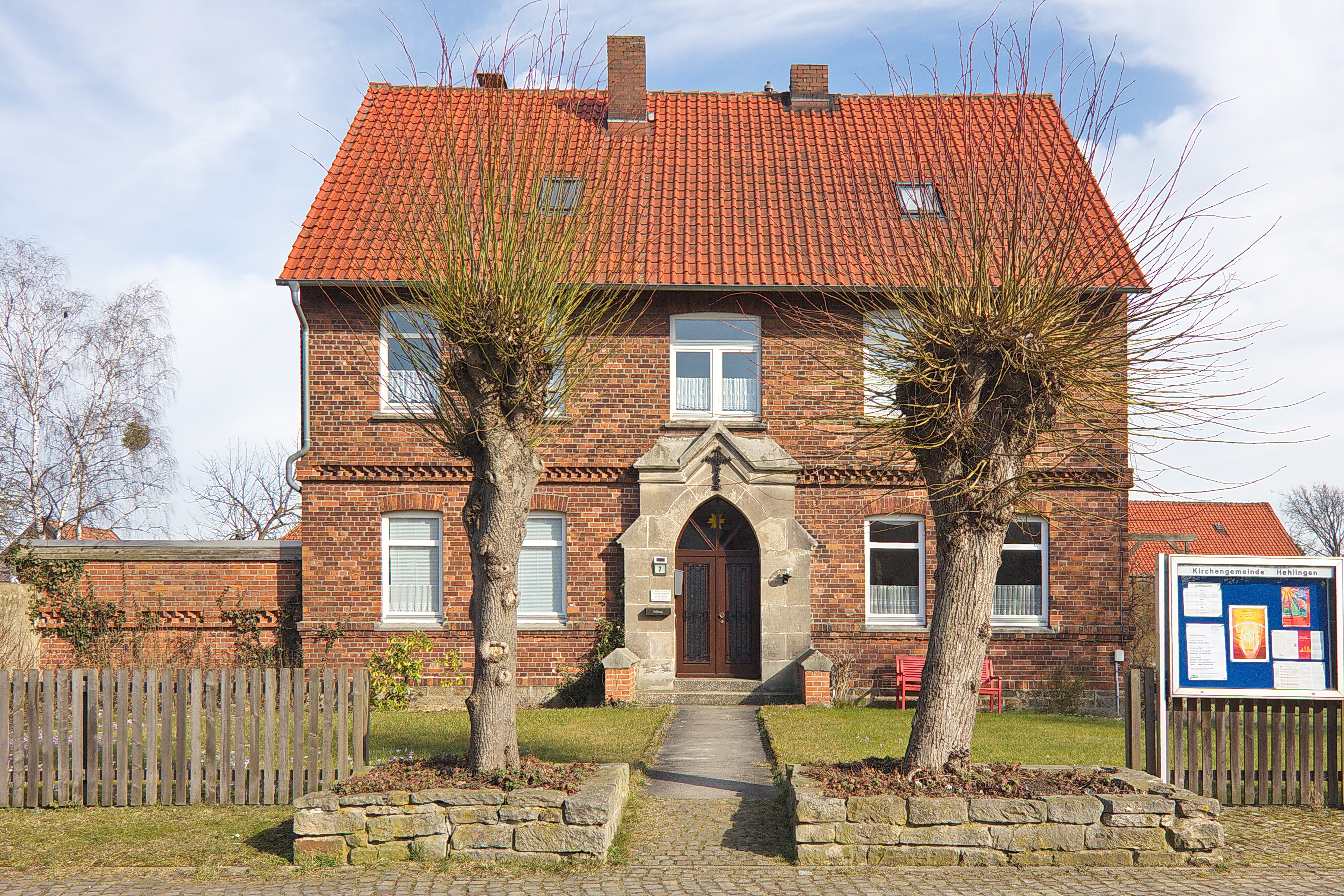
Pfarrhaus
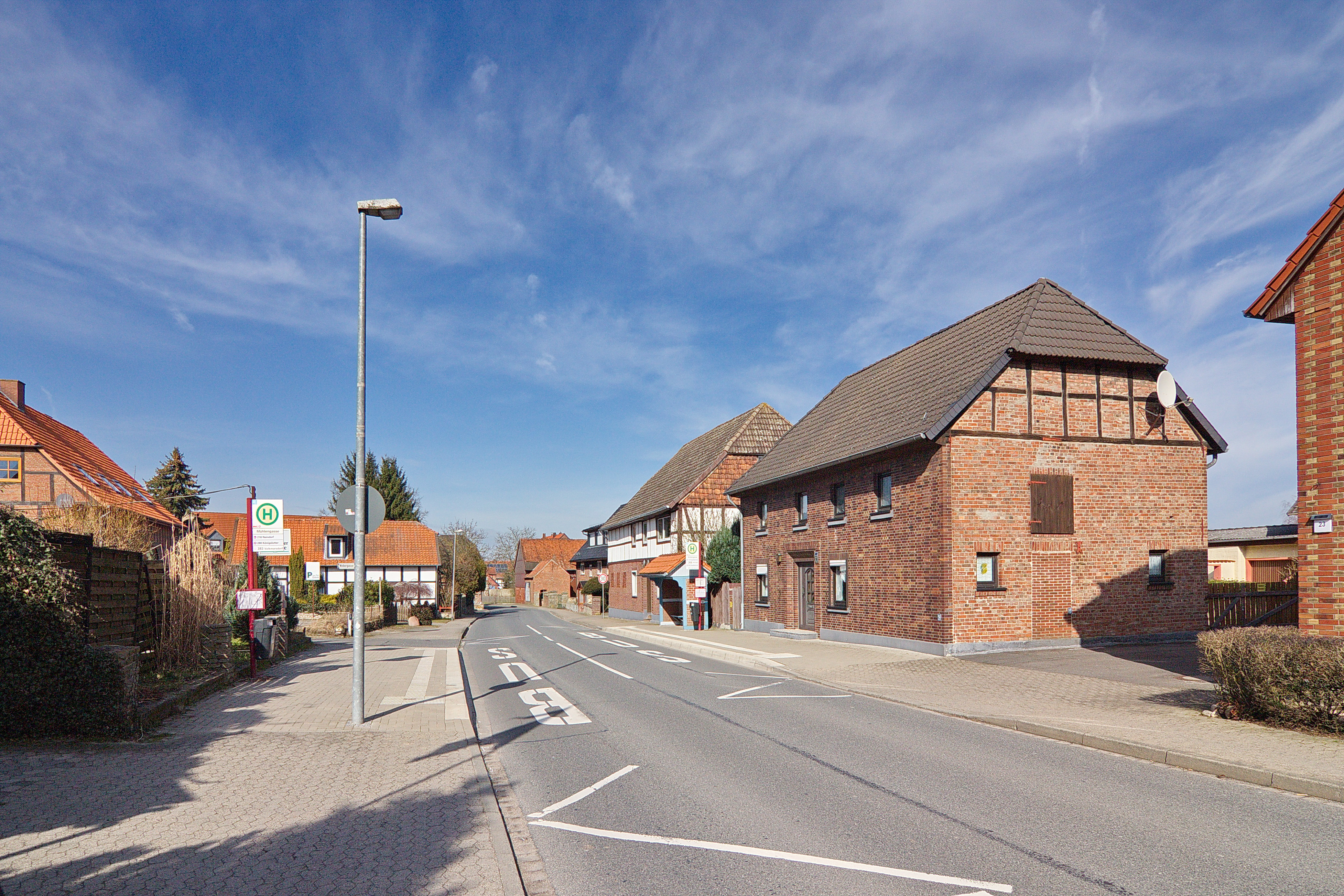
Ortsblick
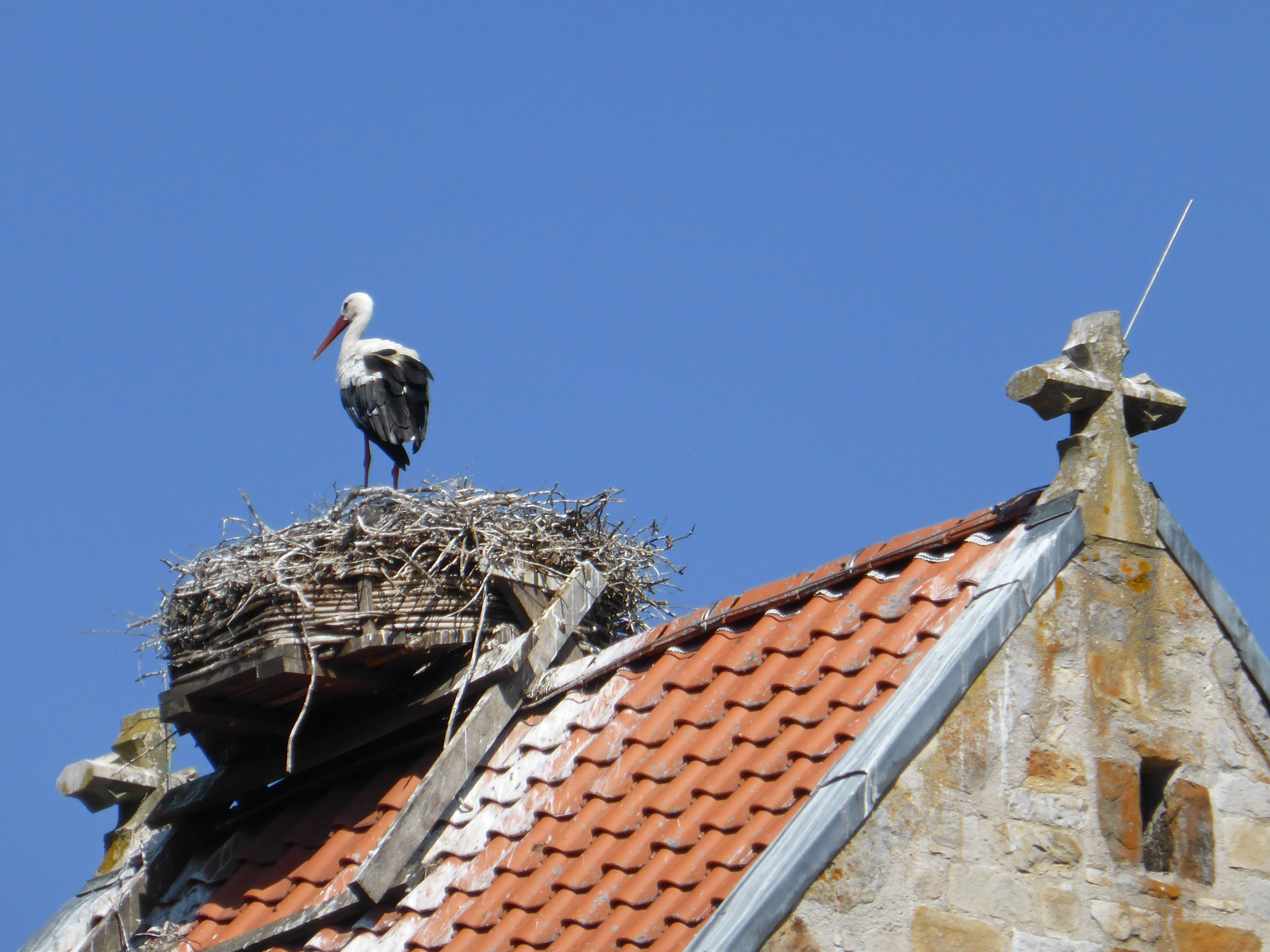
Storchennest auf dem Kirchturm

### Musik
Der Männergesangverein Hehlingen wurde 1890 gegründet, der Frauenchor Hehlingen folgte 1949.

## Bildung
Die einzige Kindertagesstätte in Hehlingen ist die Kindertagesstätte Hehlingen, sie wird von einem Elternverein getragen und befindet sich im Gebäude der ehemaligen Volksschule samt Neubau. Die Kindertagesstätte geht auf einen Spiel- und Förderkreis zurück, der 1975 von zwei Müttern gegründet wurde, weil es damals in Hehlingen keinen Kindergarten gab. Heute bietet die Kita 65 Plätze in einer Krippen- und zwei Kindergartengruppen, die Eltern der Kinder sind Mitglieder im Trägerverein.
Die einzige Schule in Hehlingen, eine Grundschule, wird heute als Außenstelle der im Stadtteil Hellwinkel ansässigen Hellwinkelschule geführt.